# À monsieur le Grand
L'ode À monsieur le Grand est un poème de Tristan L'Hermite dédié à « monsieur le Grand », marquis de Cinq-Mars, et publié en 1641, inséré par l'éditeur dans certains exemplaires du recueil de La Lyre.

## Présentation

### Contexte
Tristan L'Hermite envoie cette ode à « monsieur le Grand », marquis de Cinq-Mars, favori de Louis XIII vers la fin de l'année 1641.
Au début de l'année suivante, « Cinq-Mars, aigri contre Richelieu, allait s'associer avec Gaston d'Orléans dans une conjuration visant à assassiner le cardinal et que, découvert, il sera finalement exécuté le 12 septembre 1642 ». Amédée Carriat y voit un signe de la malchance persistance de Tristan, par rapport à ses protecteurs ou éventuels protecteurs.

### Texte
L'ode À monsieur le Grand est composée de neuf huitains d'octosyllabes : 
Héros jeune et comblé d'honneur,

Pour qui la Gloire et le bonheur

Ont une étroite sympathie,

Cinq-Mars, c'est un commun discours

Que les Grâces et les Amours

Se trouvèrent de la partie

Quand la trame fut assortie

Dont la Parque fila vos jours.

### Publication
Le poème est inséré par l'éditeur dans certains exemplaires du recueil de La Lyre.

## Postérité

### Éditions nouvelles
L'ode À monsieur le Grand n'a été rééditée que dans les Œuvres complètes de Tristan L'Hermite, en 2002.

### Œuvres complètes
- Jean-Pierre Chauveau et al., Tristan L'Hermite, Œuvres complètes (tome II) : Poésie I, Paris, Honoré Champion, coll. « Sources classiques » (no 41), 2002, 576 p. (ISBN 978-2-745-30606-7)

### Ouvrages cités
- Napoléon-Maurice Bernardin, Un Précurseur de Racine : Tristan L'Hermite, sieur du Solier (1601-1655), sa famille, sa vie, ses œuvres, Paris, Alphonse Picard, 1895, XI-632 p.
- Amédée Carriat, Tristan, ou L'éloge d'un poète, Limoges, Éditions Rougerie, 1955, 146 p.